# Stazione di Riazzino
La stazione di Riazzino è una fermata ferroviaria posta sulla linea Bellinzona-Locarno. Situata in un'exclave del comune di Locarno, serve la località di Riazzino.

## Storia
La fermata venne aperta all'esercizio nel 2008 (l'inaugurazione ufficiale avvenne solo l'anno seguente, il 3 settembre 2009). La fermata sostituì, per quanto attiene al servizio viaggiatori, la stazione di Riazzino-Cugnasco, posta a 900 m di distanza in direzione di Cadenazzo.

## Strutture e impianti
La fermata è dotata di due binari per il servizio viaggiatori.

## Movimento
Al 2015 la fermata è servita, con cadenza semi-oraria (rinforzata alle ore di punta), dai treni regionali della linea S20 della rete celere del Canton Ticino e da un RegioExpress Locarno-Lugano.

## Servizi
La fermata è dotata di un sistema elettronico di informazione sulla circolazione dei treni.
- Biglietteria automatica

## Interscambi
La stazione assicura, presso la fermata Riazzino, Stazione, l'interscambio con l'autolinea 62.311 Locarno-Bellinzona.
- Fermata autobus